# Магеланов проток
Магелановият проток (на испански: Estrecho de Magallanes) е проток между материка на Южна Америка на север и архипелага Огнена земя на юг и свързва Атлантическия океан на изток с Тихия океан на запад.

## География
Магелановият проток почти изцяло се намира на територия на Чили, единствено входът от изток опира до бреговете на Аржентина. На северния му бряг, на полуостров Брънсуик е разположен големия град и пристанище Пунта Аренас.
Дължината му е около 550 km и с променлива широчина, като в най-тесните участъци тя е 3,3 km. Минималната дълбочина на фарватера е 20 m, а максималната – над 1000 m. Северозападната му част, между полуостров Брънсуик и остров Риеско на север и островите Капитан Арасена, Кларънс, Санта Инес и Десолейшън на юг е много по-тясна, с много завои и дълбока. Има стръмни и скалисти брегове, от които до водата се спускат ледници. Североизточната част, между континента и остров Огнена земя е много по-широка и плитка, с ниски брегове от лагунен тип (по подробно виж приложените топографски карти в раздела източници).
- Възстановка на "Виктория", един от Магелановите кораби
- Делфини в Магелановия проток
- Самолетоносачът "Роналд Рейгън " преминава през протока (2004)
- Ферибот между материка и Огнена земя
- Западната част на протока
- Сравнение на маршрутите

## Използване на Магелановия проток
За пръв път от европейските пътешественици през него преминава (от 1 до 21 ноември 1520 г.) великия испански мореплавател Фернандо Магелан със своите моряци по време на първото околосветско пътешествие. И тъй като корабите му навлизат там на 1 ноември (Деня на Вси светии), го наричат Estrecho de Todos los Santos (Проток на Вси светии). По-късно протокът е наименуван в чест на откривателя си.
Магелановият проток, редом с протока Дрейк (заобикалящ нос Хорн от юг - значително по-дълъг и с чести бури) и протока Бигъл (през архипелага), е основна естествена връзка между Атлантическия и Тихия океан и до завършването на Панамския канал през 1914 г. е сред малкото сигурни начини да се мине от Атлантическия в Тихия океан и обратно, макар че се счита за труден маршрут поради непредсказуемите ветрове и течения в най-тясната му част. Скоростта на приливните течение в тесните участъци достига до 25 km/h. Плаването по протока е опасно дори с най-модерните кораби, поради силните предимно западни ветрове, голямото количество подводни скали и плитчини в източната му част. Понеже по всички южни маршрути времето често е ветровито и неблагоприятно, впоследствие корабите предпочитат да минават през Панамския канал вместо оттам.